# La Cropte
La Cropte település Franciaországban, Mayenne megyében. Lakosainak száma 226 fő (2022. január 1.). La Cropte La Bazouge-de-Chemeré, Le Buret, Chémeré-le-Roi, Meslay-du-Maine, Préaux és Saint-Denis-du-Maine községekkel határos.

## Népesség
A település népességének változása:
| Lakosok száma | 315  | 223  | 243  | 223  | 226  | 221  | 211  | 210  | 208  | 226  |
|               | 1968 | 1982 | 1990 | 2006 | 2013 | 2015 | 2017 | 2019 | 2020 | 2022 |